# Llanos de Olivenza
Llanos de Olivenza è una comarca della provincia di Badajoz nell'Estremadura (Spagna).

## Comuni
Questa unità amministrativa è formata da dieci comuni:
| Comune                  | Abitanti | Superficie | Densità |
| ----------------------- | -------- | ---------- | ------- |
| Alconchel               | 1.680    | 294,9      | 6,67    |
| Almendral               | 1.232    | 67,5       | 19,42   |
| Barcarrota              | 3.510    | 136,1      | 27,38   |
| Cheles                  | 1.176    | 47,9       | 27,31   |
| Higuera de Vargas       | 1.955    | 67,6       | 31,83   |
| Olivenza                | 11.963   | 430,1      | 27,47   |
| Táliga                  | 665      | 31         | 26,06   |
| Torre de Miguel Sesmero | 1.250    | 58         | 21,76   |
| Valverde de Leganés     | 4.159    | 73         | 55,92   |
| Villanueva del Fresno   | 3.397    | 360,2      | 10,12   |